# Media Keg
MEDIA keg（メディア・ケグ）は、ケンウッド（現・JVCケンウッド）がKENWOODブランドで製造・販売していたHDD及びフラッシュメモリ型のデジタルオーディオプレーヤー、およびリニアPCMレコーダーの商品名である。

## 概要
ケンウッドは2001年にポータブルCDプレーヤーでデジタルオーディオプレーヤーの市場へ参入したが、売り上げは伸び悩み、事実上失敗に終わった。その後、2005年にフラッシュメモリ型のプレーヤーで再参入。この頃から「MEDIA keg」というブランド名がつくようになった。HD20GA7をはじめとしたHDD型プレーヤーは、音楽再生機能に特化しており、デジタルアンプを搭載した音質重視モデルとして知られている。
なお、HD20GA7とHD30GA9は東芝のgigabeat Fがベースとなっている。また、楽曲転送時の暗号化技術（KXDファイル）も東芝の暗号化技術（satファイル）をベースにしており、2005年に発売したM256A3/M512A3から採用されているが、2006年に発売されたHD30GB9からは廃止された 。
2015年10月現在、全機種が既に生産終了、および販売終了となっている。

## 製品一覧

### HDD型
いずれも生産終了。
- HD20GA7

2005年6月下旬発売。記憶媒体には20GBの1.8インチHDDを採用し、HDDオーディオプレーヤーとしては世界初のデジタルアンプを搭載。ディスプレイは2.2インチQVGAカラー液晶を搭載しており、ジャケット画像の表示が可能。ただし、動画再生には対応していない。再生可能なファイル形式はMP3、WMA（WMA DRMに対応）、WAV。楽曲を転送するために使用するアプリケーションは「Kenwood Media Application」または「Windows Media Player」を利用する。本体のカラーバリエーションはブラックとホワイトの2色で、操作ボタン部分は青色に光るようになっている。gigabeat Fがベースモデルであるが、gigabeat Fに搭載されているUSBクレードルコネクターは搭載されていない。
- HD30GA9

2005年11月下旬発売。基本的な構造はHD20GA7と同等だが、高音補間技術「Supreme」を初めて搭載し、独自の可逆圧縮フォーマット「Kenwood Lossless」に対応。また、HDDの容量は30GBにアップした。本体カラーはブラックの1色のみ。
- HD30GB9

2006年9月下旬発売。HD30GA9の後継モデルである。本モデルより転送時に暗号化が不要となった。従来モデルでは1チップで構成されていたデジタルアンプがプリ段とパワー段に独立させたセパレート構成となり、音質の向上を図っている。高音補間技術「Supreme」は「Supreme EX」へと進化し、従来では16kHz以上の高音域を補間するものだったが、Supreme EXでは22kHz以上の補間にも対応している。カラーバリエーションはブラックのみだが、ケンウッドの直販サイトで限定カラーのホワイトも発売された。
- HD10GB7

2006年12月下旬発売。10GBの1インチHDDを搭載し、HDDオーディオプレーヤーとしては世界最小のサイズを実現した。ディスプレイは1.5インチの有機ELを搭載。再生可能なファイル形式はMP3、WMA、WAVで、JPEG形式の画像表示にも対応している。Kenwood Losslessには対応していない。カラーバリエーションはブラックとホワイトの2色。また、ノイズが発生する不具合があったため、2007年2月26日より回収・交換が行われた。
- HD60GD9

2007年10月下旬発売。HD30GB9の後継モデルであり、HDDの容量は60GBに倍増した。デジタルアンプはさらに進化し、パワーアンプ部にロジック系の専用電源を追加することでパワーアンプ部への電源供給能力を向上。これにより低歪化と高出力化を実現した。再生可能なファイル形式には新たにAACが追加された。デザイン面では、操作ボタン部分のイルミネーションが白色になり、本体に印刷される文字もゴールドに変更された。本体カラーはブラック。また、ケンウッドの直販サイトでは限定モデルの「HD60GD9EC」も発売された。通常モデルとの違いは、内部のシャーシに金メッキを施しており、より高品位な信号伝送が可能となっている。機能面の違いはない。本体カラーはホワイトとなる。

### フラッシュメモリ型

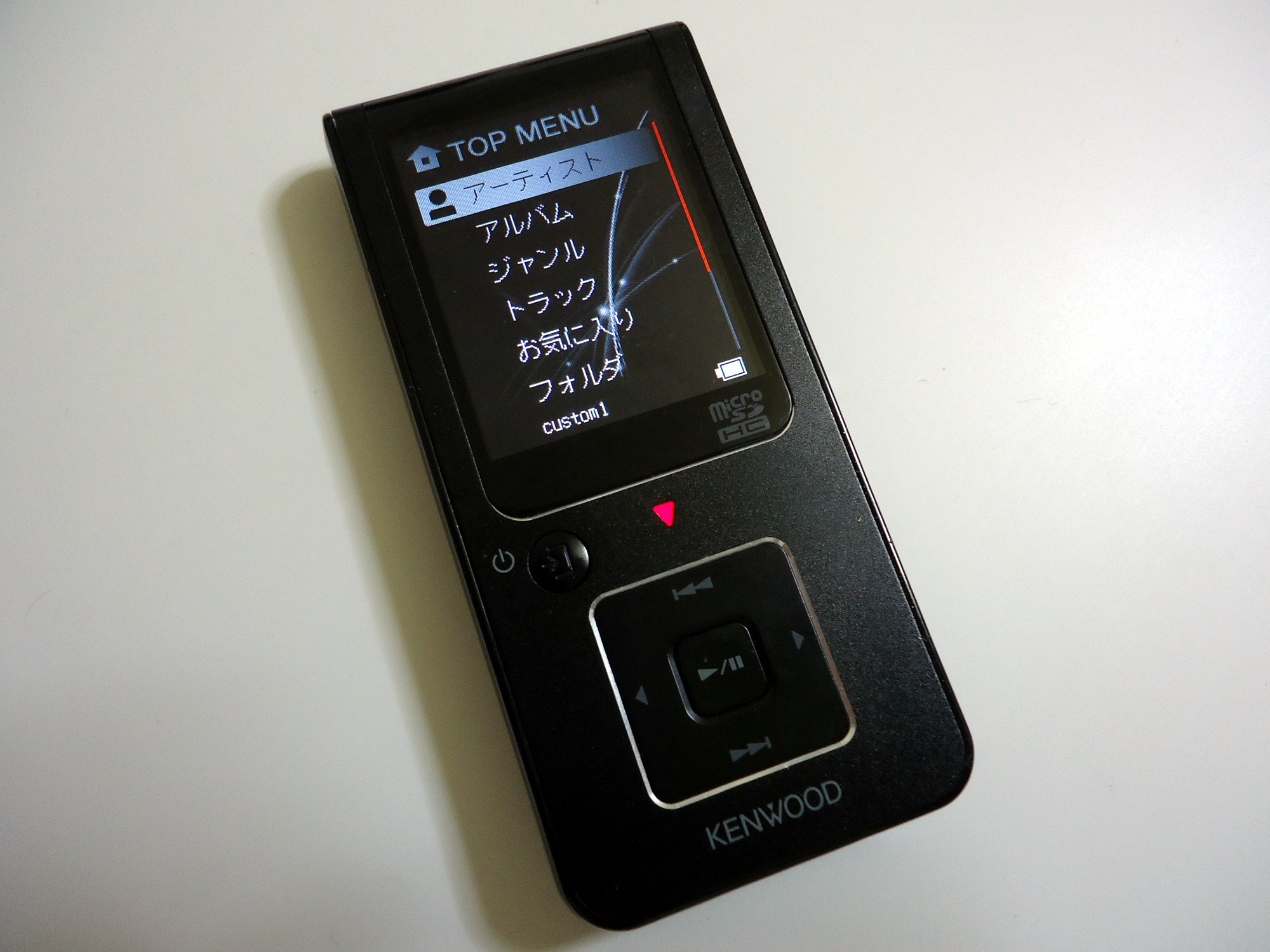
MG-F508

- M256A3 (256MB)/M512A3 (512MB)

2005年2月下旬発売。シンガポールのクリエイティブテクノロジーのDMP-FX120がベースモデルとなっている。FMラジオチューナー、ボイスレコーダー機能が搭載されている。電源に乾電池を使用する。アプリケーションソフトは「Kenwood Media Explorer」が付属。カラーバリエーションはM256A3がホワイト、ブラックの2色で、M512A3がホワイト、ブラック、オレンジ、ブルーの4色。生産終了。
- M1GA3 (1GB)

2005年6月中旬発売。M256A3/M512A3の後継モデルで、フラッシュメモリの容量が1GBにアップした。クリエイティブテクノロジーのDMP-FX200がベースモデルとなっている。カラーバリエーションはホワイト、ブラック、ブルーの3色。生産終了。
- M512B5 (512MB)/M1GB5 (1GB)

2005年12月中旬発売。2005年12月中旬発売。FMラジオチューナーを搭載しており、録音も可能。その他にダイレクトエンコード機能、ボイスレコーダー機能なども搭載している。電源に乾電池を使用する。カラーバリエーションはM512B5がブラック、ホワイト、ブルー、レッド、シルバー、ピンク、グリーンの7色でM1GB5がブラック、シルバー、ブルー、レッドの4色。クリエイティブテクノロジーのZEN Nano Plusがベースモデルとなっている。生産終了。
- M1GC7 (1GB)/M2GC7 (2GB)

2006年11月中旬発売。デジタルアンプ、FMラジオチューナー、高音補間技術「Supreme」が搭載されている。電源に乾電池を使用することも可能。前面のパネル部分にはステンレスが使用されており、操作ボタン部分にはイルミネーションを搭載。なお、エクスプローラ上から楽曲を転送可能になったため、音楽転送に使用するアプリケーションソフトは付属しなくなった。カラーバリエーションはM1GC7がシルバー、ブラック、ブルー、レッドの4色で、M2GC7がシルバーとブラックの2色。生産終了。
- M1GD50 (1GB)/M2GD50 (2GB)

2007年10月中旬発売。音楽再生機能に特化したモデル。カラーバリエーションはホワイト、レッド、ブルーの3色。生産終了。
- M1GD55 (1GB)/M2GD55 (2GB)

2007年10月中旬発売。M1GD50/M2GD50と同時期に発売され、こちらはデザインが若干異なる。性能面はM1GD50/M2GD50と共通である。カラーバリエーションはシルバー、レッド、ブラックの3色。生産終了。
- MG-E502 (2GB)/MG-E504 (4GB)

2008年9月下旬発売。高品位なD/Aコンバーターを採用し、音質の改善を図っている。ディスプレイは1.5インチのカラー液晶を搭載。ジャケット表示や、BMP、JPEG形式の画像表示にも対応しており、音楽を聴きながらスライドショーを再生することもできる。再生可能なファイル形式はMP3、WMA、WAV、AAC。最大約54時間の長時間再生が可能。また、microSDカードスロットを搭載しており、容量の増設が可能。ただしmicroSDを増設すると電源オン時やUSB接続の取り外し時からの復帰に若干時間が掛かる。カラーバリエーションはホワイト、ブラック、ピンクの3色。生産終了。
- MG-F504(4GB)/MG-F508(8GB)/MG-F516(16GB)

2009年12月上旬発売。ディスプレイが2.0インチにアップし、本体の素材がプラスチックからアルミに変更された。機能面では大きな変更はない。連続再生時間は約50時間。このモデルから音楽管理ソフトとしてジャストシステム社の「BeatJam」が付属するようになった。カラーバリエーションはシルバー、ブラック、ピンクの3色(16GBモデルはシルバーとブラックの2色のみ)。生産終了。
- MG-G508

2011年1月下旬発売。このモデルからラインナップは8GBのみとなる。本体素材は再びプラスチックとなり、デザインも若干変更された。機能面は前モデルから変更されていないが、連続再生時間が約25時間となり、前モデルに比べ半減した。カラーバリエーションはブラック、ホワイト、ピンク、イエロー、グリーンの全5色となった。生産終了。
- MG-G608

2011年6月上旬発売。新たにBluetoothを搭載し、ワイヤレスで音楽を聴くことが可能。音質面では「Class-W方式デジタル・ヘッドホン・アンプ」を搭載し、さらなる高音質化を図っている。その他の機能面では、microSD内の音楽ファイルでもレジューム再生が可能となった。連続再生時間はBluetoothオフ時が約19時間でBluetooth再生時は約8時間。カラーバリエーションはブラック、ホワイト、ピンクの3色。生産終了。
- MG-G708

2011年10月下旬発売。高音補間技術の「Supreme」が再び搭載された。Bluetoothは搭載されていない。カラーバリエーションはシルバー、レッド、ブラックの3色。生産終了。

### ICレコーダー機能付き（リニアPCMレコーダー）
- MGR-A7 (2GB)

2008年2月上旬発売。音楽再生機能に加えて、簡易的なリニアPCMレコーダーとしての利用を想定したICレコーダー機能が搭載されている。録音フォーマットはWAVとWMAが選択可能で、リニアPCMモード (WAV) での録音は16bit、44.1/48kHzのみで96kHz/24bitでの録音はできない。音楽再生機能は、高音を補間する「Supreme」が搭載されており、通常のモデルと同様に高音質再生が可能。ディスプレイは1.5インチのモノクロ液晶。記憶媒体には2GBのフラッシュメモリと、microSD（最大2GBまで）カードスロットを搭載している。生産終了。
- MGR-E8 (2GB)

2010年9月中旬発売。MGR-A7の後継モデルであり、本格的なリニアPCMレコーダーに特化したモデルでもある。マイクはMGR-A7と同様3マイク式だが、96kHz/24bitを用いたリニアPCMモード（WAV）の録音に対応。また、三脚穴もあり、ウィンドスクリーンも付属している。記憶媒体には2GBのフラッシュメモリと、microSDHC（最大32GBまで）カードスロットを搭載している。ただし、MGR-A7と異なり「Supreme」は非搭載。生産終了。